# Ernesto Fonseca Carrillo
Ernesto Rafael Fonseca Carrillo (* 1. August 1930 in Santiago de los Caballeros, Municipio Badiraguato, Sinaloa), bekannt auch als Don Neto, ist ein ehemaliger mexikanischer Drogenboss und Mitbegründer des Guadalajara-Kartells, das in den 1980er-Jahren den Kokainschmuggel in Mexiko beherrschte. Er gehörte zu Beginn der 1980er Jahre zu den meistgesuchten Drogenbossen in Mexiko und in den USA und ist der Onkel des Begründers des Juárez-Kartells, Amado Carrillo Fuentes,  El Señor de los Cielos und Vicente Carrillo Fuentes.

## Leben
Anfänglich arbeitete Carrillo für Pedro Avilés Pérez, der der erste große Drogenboss in Sinaloa war und als erster mexikanischer Drogenhändler Flugzeuge benutzte, um Marihuana und Heroin in die Vereinigten Staaten zu schmuggeln. In dessen Organisation diente Carrillo als Schatzmeister. Am 15. September 1978 wurde Avilés Pérez bei einer Schießerei von der mexikanischen Bundespolizei getötet. Miguel Ángel Félix Gallardo übernahm die Zügel der Organisation, die bis dato niemals eine definierte Identität hatte und kurz davor war zu zerbröckeln, und gründete gemeinsam mit Carrillo und Rafael Caro Quintero das Guadalajara-Kartell.
Im Zusammenhang mit der Entführung und Ermordung des DEA-Agenten Enrique Camarena und des Piloten Alfredo Zavala Avelar in Guadalajara wurde er am 7. April 1985 in Puerto Vallarta durch Angehörige der mexikanischen Armee verhaftet. Von der mexikanischen Justiz wurde er zu einer Höchststrafe von 40 Jahren Gefängnis verurteilt. Im Juli 2016 wurde er aus dem Hochsicherheitsgefängnis Puente Grande, durch den Obersten Gerichtshof, wegen seines Alters und schlechten Gesundheitszustandes, in einen mit elektronischer Fußfessel gesicherten Hausarrest und 2017 komplett entlassen.
Er hat eine Tochter Yoanna Carrillo.

## Decknamen
- Don Neto
- Don Peto
- El JAFE
- El LIC
- El PAPI
- Escobedo INGENIERO
- Juan ESCOBEDO
- Ernesto Rafael
- FONSECA-CARILLO[3]

## Rezeption
- In der Netflix-Serie Narcos: Mexico wurde er von Joaquín Cosío verkörpert.